# Montañas de Ferganá
Las montañas de Ferganá ((Kirguís: Фергана тоо кыркасы, Ferğana tó qırqası/Fergana too kyrkasy, فەرعانا توو قىرقاسى), también conocida como Ferganskiy Khrebet (Феранский Хребет), en ruso (montaña de Ferganá), son una cadena montañosa de Kirguistán, que discurre de noroeste a sudeste al este del valle de Ferganá, y que forma parte del sistema montañoso del Tien Shan. Tiene una longitud que supera los 200 km y una altitud media de 3.600 m que culmina a casi 4.900 m en el pico Outch-Seït. Puede considerarse una sierra o una cordillera.
Esta cadena montañosa separa el valle de Ferganá de las montañas interiores del Tien Shan. La sección sudeste es la más elevada. Las pendientes sudoeste hacia el valle de Ferganáson suaves y largas, mientras que las vertientes nororientales son abruptas. Las vertientes están cortadas por las gargantas de los ríos Karakuldja, Karaunkur, Djazy o Ala-Buka, afluentes del Kara Daria. Hay unos 150 glaciares y los lagos más importante son el lago Kulun (3,25 km²) y el Kara Suu. Destacan los pasos de Chitty (3.670 m), Keuk Kia (3.080 m), Zzylbeles (3.150 m) y Kokbel (3.880 m) al sudeste, que la separan de otras sierras. Se une a las sierras de Torugart y Alaykuu a través del paso de Seok (4.028 m).

## Rocas y vegetación
Las rocas están formadas por esquistos, arenisca, caliza y otras rocas sedimentarias metamorfizadas, con instrusiones de gabro y diabasa. Hay petróleo en los contrafuertes.

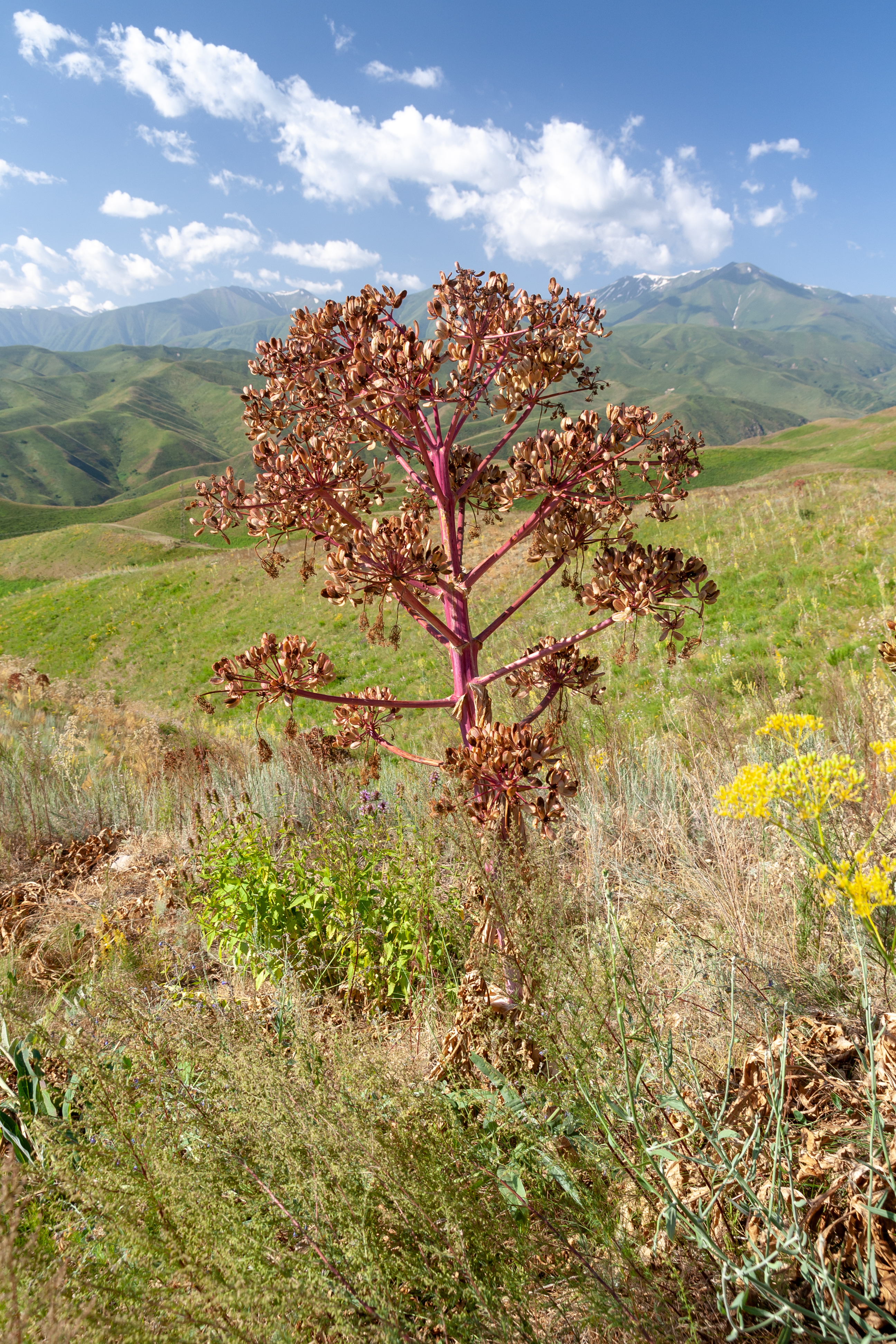
Montañas de Ferganá.

Las pendientes oeste y sudoeste están cubiertas de bosques de nogales, coníferas y enebros, y en las alturas la vegetación es subalpina. Los bosques de nogales se concentran en tres regiones: Kugart-Arslanbob, Yassonsky (en el valle de Ferganá) y Hodja-Atinsky) en las montañas Chatkal, al oeste). Se encuentran además hasta 130 especies de matorrales, entre ellos Pistacia vera (pistachos), y los géneros Malus (manzanas), Pyrus (perales), Prunus (ciruelas), Crataegus (majuelos) y Rosa canina (rosas silvestres). Debido a la importancia de los nogales, la URSS declaró en su día los bosques como zakaznik (reservas).
Las precipitaciones aumentan en el Tien Shan de este a oeste, y el máximo se da en las montañas de Ferganá, con 750-1000 mm.